# Armenia Mała
Ormiańskie Królestwo Cylicji (orm. Կիլիկիոյ Հայոց Թագաւորութիւն, trb. Kilikioj Hajoc Tagauorutiun) znane również jako Armenia Mała, Armenia Cylicyjska, Nowa Armenia i Ormiańska Cylicja – państwo istniejące w czasach średniowiecza, stworzone przez Ormian, którzy w obawie przed Seldżukami przenosili się z właściwej Armenii do południowo-wschodniej części Azji Mniejszej. Jego centrum znajdowało się w Cylicji, na terenach dzisiejszej południowo-wschodniej Turcji.
Korzenie królestwa sięgają około 1080 roku, kiedy to ormiańska dynastia Rubenidów utworzyła w Cylicji własne, niepodległe księstwo. Rubenidzi uważali się za ród wywodzący się od dynastii Bagratydów, rządzącej na Kaukazie. Pierwszą siedzibą władców z dynastii Rubenidów był Tars, później Sis. Wzmocnienie pozycji cylicyjskich Ormian względem Bizancjum i Seldżuków było efektem wypraw krzyżowych, a przetrwanie księstwa było mocno zależne od współpracy z łacińskimi przybyszami z Europy. Ormianie, którzy już od dłuższego czasu pałali nienawiścią do muzułmanów, w połączeniu z ideologią krucjat, widzieli swoje państwo jako bastion chrześcijaństwa na wschodzie. Fakt istnienia niepodległego ormiańskiego państwa w Cylicji oraz walki z muzułmanami i Bizancjum miały duży wpływ na wzrost nacjonalizmu i świadomości etnicznej wśród Ormian. Znaczenie księstwa obrazuje również fakt, iż patriarcha Apostolskiego Kościoła Ormiańskiego przeniósł swą siedzibę do Cylicji. W 1198 roku Leon II Rubenida został koronowany na króla, a jego państwa uzyskało status królestwa.
W 1226 roku władzę przejęła nowa dynastia – Hetumidzi. Na czas ich panowania przypada obecność militarna i polityczna Mongołów w zachodniej Azji. Podporządkowali oni sobie znaczną część Bliskiego Wschodu i Półwyspu Anatolijskiego. Jako że ich przeciwnikami byli głównie wyznawcy islamu, chrześcijańscy Ormianie ujrzeli w przybyszach ze stepów sojuszników i nawiązali z nimi bliskie kontakty. Dysproporcja sił i ideologia władzy wyznawana przez Mongołów sprawiły, że do sojuszu doszło, ale nie był to alians równorzędnych partnerów – Ormianie zostali po prostu wasalami Mongołów. Przez cały XIII i XIV wiek wspierali oni wysiłek zbrojny swoich mongolskich i łacińskich sojuszników, ale ci pierwsi ulegli w końcu islamizacji, a ci drudzy zostali wyparci z Bliskiego Wschodu. Królestwo Cylicji zostało zatem osamotnione. W 1342 roku władzę w Cylicji przejęła łacińska dynastia Lusignan, ale kraj szybko popadł w wewnętrzne konflikty i jego ostateczny upadek nastąpił w 1375 roku.
Królestwo Cylicji odegrało znaczącą rolę w okresie swego istnienia. Poza oczywistym wpływem na historię Ormian miało swój wpływ na łaciński zachód, jako sojusznik i ważny punkt w handlu między Europą, Azją a Północną Afryką oraz w kontaktach między katolikami a mieszkańcami Środkowego i Dalekiego Wschodu. Łacinnicy przejęli również wiele z ormiańskich osiągnięć w dziedzinie architektury sakralnej i obronnej. Wpływy były jednak wzajemne i w społeczeństwie ormiańskim przyjęło się wiele instytucji i zwyczajów charakterystycznych dla Zachodniej Europy, takich jak np. ciężkozbrojne rycerstwo, moda, tytuły szlacheckie czy imiona.

## Osadnictwo Ormian

### Cylicja w czasach Tigranesa Wielkiego
Pierwsze ślady ormiańskiej obecności w Cylicji pochodzą z I wieku p.n.e., kiedy to Tigranes Wielki, ówczesny król Armenii, rozpoczął ekspansję na terenie Azji Mniejszej i Lewantu. W 83 roku p.n.e. grecka arystokracja Syrii, będącej wówczas częścią państwa Seleucydów, zwróciła się z prośbą do ormiańskiego króla o przyłączenie Syrii do Armenii. Owi możni mieli już dość krwawej wojny domowej, przynoszącej olbrzymie zniszczenia i straty. Tigranes podbił wówczas Fenicję i właśnie Cylicję, mocno przyczyniając się tym do upadku imperium Seleucydów. Cylicja znalazła się więc w granicach państwa Tigranesa, które rozciągało się od Gór Pontyjskich do Mezopotamii i od Morza Kaspijskiego po Morze Śródziemne. Być może już wtedy Ormianie zaczęli osiadać na południu Azji Mniejszej. Na pewno były tam obecne garnizony wojskowe. W 27 roku p.n.e. Cylicja znalazła się pod panowaniem rzymskiego imperium.

### Cylicja pod rządami Bizancjum
Po podziale cesarstwa rzymskiego na część zachodnią i wschodnią w 395 roku, Cylicja znalazła się we władaniu Cesarstwa Wschodniorzymskiego, znanego w historiografii jako Bizancjum. W VI wieku Cesarstwo zaczęło na dużą skalę przesiedlać Ormian na tereny Azji Mniejszej i Bałkany. Polityka ta była podyktowana głównie względami militarnymi i gospodarczymi. Spustoszone przez wojny prowincje należało na nowo zasiedlić ludźmi tak aby miał kto uprawiać ziemię i służyć w wojsku. Ormianie, którzy podobnie jak inne ludy Kaukazu, słynęli z bitności, byli często rekrutowani do bizantyńskiej armii. Wraz z rosnącą liczbą żołnierzy i awansami na wyższe stanowiska wojskowe, rosło także ich znaczenie na dworze cesarskim. Wielu Ormian pełniło ważne funkcje administracyjne i militarne.
W VII wieku Cylicja została najechana, podbita przez Arabów i stała się częścią islamskiego Kalifatu. Arabowie byli jednak generalnie tolerancyjnie nastawieni do wyznawców religii mojżeszowych w związku z czym nie ingerowali zbyt mocno w strukturę wyznaniową i etniczną tych ziem. W X wieku bizantyński cesarz Nicefor II Fokas odbił Cylicję z rąk Arabów i ponownie przyłączył do swojego państwa. Najazdy arabskie i później tureckie na Kaukaz i Azję Mniejszą oraz kontrofensywy Bizancjum doprowadziły do migracji ludności z terenów objętych walkami do zachodniej części Azji Mniejszej. Doprowadziło to do przeludnienia na zachodzie i wyludnienia na wschodzie. Aby wyrównać potencjał ludnościowy i przywrócić życie gospodarcze i militarne we wschodniej części Azji Mniejszej cesarze bizantyńscy wrócili do polityki przesiedlania części, lub nawet cały ludów. Do Cylicji wysyłano głównie syryjskich chrześcijan i Ormian. Próby ekspansji podejmowane przez cesarza Bazylego II (976–1025) w stronę opanowanego przez Arabów Waspurakanu i Syrii pociągnęły ze sobą kolejne przesiedlenia. Wielu Ormian osiedlono w Kapadocji i w górskich regionach północnej Syrii i Mezopotamii.
Formalna aneksja Armenii rządzonej przez Bagratydów do Cesarstwa Bizantyńskiego nastąpiła w 1045 roku. Ormiańskie elity nie widziały szans na odbudowę niezależnego państwa wobec potęgi Bizancjum i muzułmańskiego zagrożenia ze wschodu. Była to przyczyna kolejnej fali ormiańskich migracji do Cylicji. Bizantyńska polityka przesiedleń mocno sprzyjała temu procesowi. Ormianie byli teraz kluczowym elementem planu odrestaurowania południowo-wschodnich rubieży Cesarstwa. Byli osiedlani nie tylko jako szeregowi żołnierze, ale także dowódcy, dostojnicy i gubernatorzy. Kontrola nad wieloma ważnymi twierdzami i miastami przeszła w ręce ormiańskich namiestników. 19 lat później w 1064 roku po raz pierwszy na dużą skalę dali o sobie znać Turcy seldżuccy. Podbili wówczas ormiańskie miasto Ani, które uczynili swą bazą wypadową na Azję Mniejszą. W 1071 roku seldżucki sułtan Alp Arslan odniósł decydujące zwycięstwo nad siłami Bizancjum w bitwie pod Manzikertem, co w krótkim czasie pozwoliło mu opanować Armenię i część Azji Mniejszej. Ormianie ponownie znaleźli się pod muzułmańskim panowaniem. Turcy narzucili wysokie podatki, a przy tym ich koczownicze grupy stale przemierzające kraj, stanowiły duże zagrożenie dla życia i majątku wielu Ormian. Próbę interwencji u nowych panów podjął katolikos Grzegorz II, ale następca Alp Arslana, Malikszach pozostał głuchy na te prośby i zezwolił swym zarządcom na nakładanie podatków według uznania, nie zrobił również niczego z koczowniczymi grupami. Doprowadziło to kolejnej fali migracji Ormian do Cylicji i na inne tereny Bizancjum.
W Cylicji było już tak wielu Ormian, że część możnych nie uznawała władzy cesarskiej i rządziła się sama. Jednym z najznaczniejszych był Wahram Brachamios. Wcześniej służył on w bizantyńskim wojsku u boku cesarza Romana Diogenesa. Towarzyszył mu na przykład w czasie bitwy pod Manzikertem. W nagrodę za wierną służbę otrzymał stanowisko gubernatora Germanikei (Kahramanmaraş). Po upadku swego protektora nie uznał jego następcy, Michała Dukasa. Rozciągnął swoje panowanie na terenach między Melitene a Antiochią i Cylicją a Edessą. Wielu innych wodzów złożyło mu hołd, był wśród nich również Ruben. Władztwo Wahrama wprawdzie rozpadło się krótko po jego śmierci, ale jego miejsce zajęło kilku innych wodzów. Duży wpływ na wzrost samodzielności Ormian w Cylicji miały problemy Bizancjum z Turkami, ciągle napierającymi na Azję Mniejszą i Normanami, atakującymi Bałkany.

## Dynastia Rubenidów

### Powstanie Armenii Cylicyjskiej
Jednym z ormiańskich wodzów będących wasalami Wahrama był niejaki Ruben, którego rodzina, według podań, była blisko spokrewniona z ostatnim bagratydzkim królem Armenii – Gagikiem II. Podania o pokrewieństwie są dyskusyjne, ale nie ulega wątpliwości, że Ruben znajdował się w kręgu zaufanych ludzi króla. Towarzyszył mu na przykład w czasie podróży na dwór cesarski do Konstantynopola, gdzie ormiański władca został zmuszony przez Greków do zrzeczenia się królestwa i przekazania ziem Bizancjum. W zamian otrzymał posiadłości na terenie cesarstwa, ale został później zamordowany przez Greków. W 1080 roku, krótko po zabójstwie Gagika, Ruben zebrał ormiańskie oddziały i wypowiedział posłuszeństwo Cesarstwu. Przyłączyło się do niego wielu innych możnych i żołnierzy. Ruben zdobył kilka twierdz na terenie Cylicji i został niezależnym od Bizancjum władcą, dając początek księstwu Cylicyjskiej Armenii. Jego potomkowie, zwani Rubenidami, kontynuowali politykę ekspansji, głównie kosztem Greków. W 1095 roku w momencie śmierci Rubena, jego księstwo koncentrowało się na ziemiach położonych wokół fortec Parcypert i Wahka. Władzę po założycielu dynastii odziedziczył jego syn Konstantyn. Księstwo Rubenidów nie było jednak jedynym ormiańskim państwem, takowe bowiem powstawały zarówno w innych częściach Cylicji, jak i poza nią. Największymi rywalami następców Rubena byli Hetumidzi, których protoplastą był bizantyński generał Oszin. Ich księstwo obejmowało tereny wokół Lampronu i Babaronu w pobliżu Wrót Cylicyjskich. Pod kontrolą innych ormiańskich możnych lub generałów znajdowały się także Marasz, Melitene i Edessa, przy czym te dwa ostatnie nie leżały w Cylicji.

### Pierwsza krucjata
W czasie rządów Konstantyna doszło do I wyprawy krzyżowej. Wojska łacińskie przemaszerowały przez Azję Mniejszą, w tym przez Cylicję i ruszyły w stronę Jerozolimy. W osobach krzyżowców, którzy po zakończonym sukcesem oblężeniu Jerozolimy założyli szereg państw na Bliskim Wschodzie, zyskiwali Ormianie znacznego sojusznika. Normanowie, którzy założyli Księstwo Antiochii, byli zdecydowanie negatywnie nastawieni do Cesarstwa, a dodatkowe problemy Bizancjum z łacińskimi państwami pozwoliły Ormianom skonsolidować swoje panowanie w Cylicji poprzez wyeliminowanie bizantyńskich garnizonów. Współpraca łacińsko-ormiańska pozwalała chronić Cylicję zarówno przed interwencjami Bizancjum, jak i przed najazdami Turków. Nie obywało się bez zgrzytów, ale generalnie współpracowano, i to z pożytkiem także dla łacinników, o czym świadczy na przykład fragment Ecclesia Romana papieża Grzegorza XIII:

Wśród dobrych rzeczy, jakie Ormianie uczynili na rzecz kościoła i świata chrześcijańskiego, należy szczególnie podkreślić ich zasługi w czasach, gdy chrześcijańscy władcy i wojownicy wyprawili się, aby odzyskać Ziemię Świętą. Nie było bowiem drugiego takiego ludu ani narodu, który z takim zapałem, entuzjazmem i wiarą śpieszyłby krzyżowcom z pomocą. w czasie świętej wojny Ormianie dostarczali koni, prowiantu i służyli jako przewodnicy, a także towarzyszyli wojownikom z wielką odwagą i lojalnością.

Aby pozyskać sobie sympatię Konstantyna i nagrodzić go za jego pomoc, lordowie biorący udział w krucjacie nadali mu tytuły komesa i barona. Częstą praktyką było cementowanie sojuszów łacińsko-ormiańskich małżeństwami. Na przykład Joscelin ożenił się z córką Rubenidy, a Baldwin pojął za żonę jego bratanicę, córkę Torosa z Marasz.

### Spory z Bizancjum i Turkami
Dziedzicem Konstantyna został Toros I, który objął władzę około 1100 roku. W czasie jego rządów doszło do kilku konfliktów z Bizancjum i Seldżukami, kosztem których poszerzał on swoje terytorium. Przeniósł stolicę księstwa z Tarsu do Sis, po uprzednim odbiciu twierdzy z rąk greckiego garnizonu. W 1112 roku zdobył bizantyńską Kizistrę, która była rządzona przez trzech braci, oskarżanych o zabójstwo ostatniego ormiańskiego króla z dynastii Bagratydów. Bracia zostali brutalnie zamordowani. Na okres panowania Torosa przypada konsolidacja i centralizacja władzy Rubenidów w Cylicji. W XII wieku zaczęli oni dominować w regionie i byli w stanie przeciwstawić się pretensjom bizantyńskim.
Książę Leon, brat i następca Torosa, objął władzę w 1129 roku. Jego pierwszym posunięciem było przyłączenie i integracja nadbrzeżnych cylicyjskich miast do swojego księstwa, co umożliwiło mu przejęcie kontroli nad niemal całym miejscowym handlem i wydatnie przyczyniło się do rozwoju gospodarczego księstwa. Pieniądze z handlu sprawiły, że Rubenidzi jeszcze mocniej zdominowali Cylicję. Na okres panowania Leona przypadają konflikty z Turkami, a także spory z łacinnikami z Antiochii dotyczące przygranicznych fortów leżących w pobliżu południowej części gór Amanus. Problemy Ormian wykorzystał cesarz Jan II, który nadal rościł sobie pretensje do Cylicji. W wyniku kampanii z 1137 roku udało mu się przejąć większość miast i twierdz leżących na cylicyjskich nizinach. Bizantyńczykom udało się również pojmać Leona wraz z kilkoma członkami rodziny i uwięzić go w Konstantynopolu, gdzie zmarł po trzech latach. Jego syn i następca, Toros II, zbiegł z więzienia i w 1141 roku powrócił do Cylicji, gdzie poderwał miejscowych Ormian do walki przeciwko Bizancjum. Odzyskał część utraconych ziem i z sukcesami dopierał kolejne wyprawy cesarstwa. W 1158 roku podpisał wprawdzie traktat z cesarzem Manuelem I, na mocy którego miał płacić trybut, ale umowa nie przetrwała zbyt długiego czasu. Wcześniej bo w 1151 roku katolikos Apostolskiego Kościoła Ormiańskiego przeniósł swoją siedzibę z właściwej Armenii do Cylicji. Nową duchową stolicą Ormian była odtąd Hromkla (Rumkale). Po Torosie II rządzili jeszcze Ruben II (od 1169 do 1170 roku), Mleh (od 1170 do 1175 roku) i Ruben III (od 1175 do 1187 roku).

### Królestwo w Cylicji
Książę Leon II, brat Rubena III, objął władzę nad księstwem Rubenidów w 1187 roku. Podjął szereg wypraw przeciwko władcom Konyi, Aleppo, i Damaszku, dzięki czemu udało mu się rozszerzyć swoje panowanie na nowe tereny. Nabytki te były raczej znaczne, szacuje się, że długość linii brzegowej księstwa uległa podwojeniu. W czasie panowania Leona Saladyn zadał łacinnikom w Ziemi Świętej znaczne straty, co doprowadziło do wyruszenia III krucjaty. Leon II umiejętnie wykorzystał ten fakt, aby poprawić swoje stosunki z łacinnikami. Książę obiecał spełnić papieskie prośby o militarną pomoc dla krzyżowców i zapewnienie im prowiantu oraz przewodników. O gotowości do udzielenia wsparcia szczególnie żarliwie zapewniał cesarza Fryderyka Barbarossę i to właśnie z dworem Świętego Cesarstwa Rzymskiego nawiązał najlepsze kontakty. To dzięki poparciu Niemców Leon uzyskał pozwolenie na koronację. 6 stycznia 1199 roku, w dniu w którym Ormianie obchodzili Boże Narodzenie, Leon II został koronowany na króla Cylicji w katedrze w Tarsie w obecności patriarchy jakobickiego, greckiego metropolity Tarsu oraz innych dostojników kościelnych i wojskowych. Koronacji dokonał ormiański katolikos, Grzegorz VI. W czasie koronacji Leon otrzymał z rąk niemieckiego arcybiskupa Moguncji, Konrada, sztandar z lwem, który z czasem stał się oficjalnym symbolem królestwa. Był to osobisty podarek cesarza Świętego Cesarstwa, Henryka VI.
Leon II został więc królem Armenii Cylicyjskiej jako Leon I. Potomni nadali mu potem przydomek „Wspaniały” w uznaniu jego zasług dla rozwoju u umocnienia królestwa. Ze źródeł wynika, że Leon rzeczywiście mógł poszczycić się wieloma osiągnięciami na polu gospodarczym, politycznym i wojskowym. Rosnąca w siły Armenia stała się jeszcze cenniejszym sojusznikiem dla mocno zagrożonego sąsiada – łacińskiego księstwa Antiochii. Tradycyjnie, dla ugruntowania sojuszu doszło do mariaży, nie tylko między dynastiami panującymi, ale także między możnymi rodami. Szybko jednak okazało się, że ormiański król ma o wiele większe ambicje – dążył do przejęcia władzy w Antiochii przez przedstawicieli swojego rodu, co doprowadziło do wojny o sukcesję między wnukiem Leona, Rajmundem Rubenem, a Boemundem IV.
Leon I zmarł w 1219 roku i po nieudanej próbie przejęcia władzy w Cylicji przez Rajmunda, nową władczynią ogłoszono Izabelę, córkę zmarłego władcy. Pierwszym regentem wybrano Adama z Bagrasu, ale został on szybko zamordowany, a jego następcą został Konstantyn z Baberonu, przedstawiciel bardzo wpływowej rodziny Hetumidów. Wobec narastającego zagrożenia ze strony Seldżuków Konstantyn zawarł sojusz z Boemundem IV i wydał Izabelę za mąż za Filipa, syna Boemunda. Filip jednak nie cieszył się popularnością na dworze, gdyż odmawiał przestrzegania ormiańskiego rytu kościelnego. W 1224 roku został oskarżony o próbę kradzieży klejnotów koronnych i uwięziony w Sis na kilka miesięcy. W czasie pobytu w areszcie został otruty, w wyniku czego zmarł. Izabela początkowo chciała wstąpić do klasztoru w Seleucji, ale Konstantyn zmusił ją do ponownego wyjścia za mąż, tym razem za swojego syna – Hetuma. Nowy małżonek Izabeli został ogłoszony królem i współwładcą jako Hetum I.

## Dynastia Hetumidów
Mariaż między Hetumidami i rządzącymi dotychczas Rubenidami spowodował zakończenie sporów między tymi rodami, rywalizującymi ze sobą o prymat w Cylicji. Hetumidzi dzięki małżeństwu Hetuma z Izabelą stali się dynastią rządzącą. Koronacja Hetuma w 1226 roku doprowadziła do uspokojenia sytuacji wewnętrznej w kraju. Sytuacja zewnętrzna prezentowała się jednak o wiele gorzej. Aby pomścić śmierć syna, Boemund zawiązał sojusz z seldżuckim sułtanem Kajkubadem. Turcy zajęli ziemie leżące na zachód od Seleucji i zmusili Ormian do uległości, czego dowodem są na przykład monety cylicyjskie z tego okresu – na jednej ze stron widać wizerunek Hetuma, na drugiej imię Kajkubada.

### Mongołowie i Mamelucy
W czasie panowania Izabeli i Hetuma, Mongołowie i inne koczownicze ludy zjednoczone przez Czyngis-chana i jego następcę, Ugedeja opanowały znaczne terytoria. Mongołowie wywodzący się z Azji Środkowej podbili cały ten obszar, następnie zdobyli dużą część Persji, Kaukazu, Mezopotamii i Syrii, zbliżając się do Egiptu. 26 czerwca 1243 roku odnieśli miażdżące zwycięstwo nad Seldżukami w bitwie pod Köse Dağ. Mieszkańcom właściwej Armenii najazdy mongolskie dały się mocno we znaki, ale z Cylicją rzecz miała się zupełnie inaczej. Był to przede wszystkim efekt realistycznego podejścia Hetuma, który wiedząc o sile Mongołów, skontaktował się z ich dowódcami i zapewnił ich o posłuszeństwie i chęci dołączenia do walk z Turkami. Posłem był Sembat, brat Hetuma, który w 1247 roku zjawił się w Karakorum i stanął przed obliczem wielkiego chana. Sembat powrócił w 1250 roku z mongolskimi zapewnieniami o integralności terytorium cylicyjskiego i obietnicą pomocy w walkach z Seldżukami. W 1253 roku Hetum osobiście pojawił się w Karakorum i prowadził rozmowy z nowym chanem Möngke. Został przyjęty z wielkimi honorami, a chan obiecał mu zwolnienie ormiańskich kościołów i monasterów leżących na terenach opanowanych przez Mongołów ze wszelkich podatków. Przy okazji potwierdzono zawarty już sojusz. Hetum, wracając do Cylicji, zatrzymał się we właściwej Armenii, gdzie spotka się z wieloma książętami, biskupami i mnichami. Inwazja Hulagu na Kalifat i Syrię była okazją do realizacji sojuszu w praktyce. Ormiańskie wojska z Cylicji walczyły wraz z Mongołami, biorąc udział między innymi w zdobyciu Aleppo i Damaszku między 1259 a 1260 rokiem. Według źródeł arabskich to właśnie Cylijczycy byli winni rzezi muzułmanów w Aleppo i podpalenia głównego meczetu.
W międzyczasie w Egipcie doszło do obalenia dotychczasowej dynastii rządzącej – Ajjubidów, przez mameluków. Początkowo mianem tym określano oddziały kawalerii złożone z Turków i innych niewolników, kupowanych przez Egipcjan głównie nad Morzem Czarnym. Wyżej postawieni mamelucy zawiązali spisek przeciwko swoim panom, dzięki któremu doszli do władzy, przejmując kontrolę nad Egiptem i częścią Palestyny, wypełniając w ten sposób lukę po zniszczonych przez Mongołów potęgach muzułmańskich. Tymczasem Armenia wykorzystała sojusz z Mongołami do ekspansji i zajęła miasta leżące na ważnych szlakach handlowych, takie jak Marasz i Beheszni, rozciągając w ten sposób swoje panowanie do granic Kapadocji, Syrii i Mezopotamii. Rosnące znaczenie Cylicji i sojusz z Mongołami czyniły z niej potencjalny cel dla mameluków, dążących do zdominowania Bliskiego Wschodu i obrony islamu przed naporem Mongołów. Mamelucy, chcąc zwiększyć swoje zyski, dążyli do przejęcia handlu nad przyprawami, dokładnie tak samo jak Ormianie, co zaostrzało jeszcze konflikt. Sułtan Bajbars wyruszył z wojskami w pole w 1266 roku z zamiarem zlikwidowania resztek łacińskich państw w Outremer. Wysłał również posła do Cylicji z żądaniami zerwania sojuszu ormiańsko- mongolskiego, hołdu i oddania wszystkich nabytków terytorialnych zdobytych przy współpracy z Mongołami. Na wieść o poczynaniach Bajbarsa Hetum udał się na dwór ilchana Abaki, prosząc o wojskową interwencję, ale podczas jego nieobecności, mamelucy najechali Cylicję. W kraju pozostali synowie Hetuma, Toros oraz Leon, i to oni mieli dowodzić obroną. Po zebraniu wojsk i zapewnieniu sobie wsparcia ze strony templariuszy z Bagrasu, Ormianie wymaszerowali na spotkanie wojsk mameluckich dowodzonych przez emira Kalawuna. Do starcia doszło w okolicach Mari i zakończyło się ono pogromem wojsk ormiańskich. W walkach zginął książę Toros, a Leon dostał się do niewoli podobnie jak tysiące zwykłych żołnierzy. Hetum był zmuszony zapłacić ogromy okup za syna i oddać mamelukom kilka znaczących fortec. Znaczenie Cylicji znacznie zmalało i poniosła ona olbrzymie straty. W 1268 roku doszło tam do mocnego trzęsienia ziemi, które dopełniło zniszczenia.
W 1269 roku Hetum abdykował, a królem został Leon II. Sytuacja w kraju nie uległa poprawie i Ormianie nadal musieli płacić duży trybut mamelukom, a ci mimo to co kilka lat wyprawiali się na Cylicję. W 1275 roku jedna z takich wypraw bez żadnego powodu zaatakowała Cylicję. Muzułmanie zdobyli Tars, który doszczętnie złupili, niszcząc katedrę Świętej Zofii oraz pałac królewski i zabijając 15 000 cywilów, a 10 000 uprowadzając w niewolę. Mocno ucierpiało też miasto Ajas, w którym zabito niemal wszystkich mieszkańców.

### Rozejm
W 1281 roku, po klęsce Mongołów i Ormian w II bitwie pod Himsem, mamelucy narzucili Cylicji nowy, niekorzystny rozejm. Później w 1285 po sukcesie wyprawy Kalawuna Ormianie ponownie zostali zmuszeni do podpisania niekorzystnego pokoju na dziesięć lat. Traktat wymusił przekazanie wielu fortów w ręce mameluków i zabraniał budowania nowych fortyfikacji oraz naprawiania starych. Poza tym narzucał Cylicji niekorzystne warunki handlu z Egiptem, a dodatkowo Ormianie musieli płacić coroczny trybut w wysokości jednego miliona dirchemów. Mimo obowiązującego rozejmu mamelucy nadal najeżdżali Cylicję, wykorzystując każdy, najbłahszy nawet powód, lub atakując zupełnie bez przyczyny. W 1289 roku tron objął Hetum II. Trzy lata później Cylicja została najechana przez Al-Aszrafa Chalila, który rok wcześniej podbił pozostałości Królestwa Jerozolimskiego. Tym razem złupiono nawet Hromklę, w wyniku czego katolikos musiał uciekać do Sis, gdzie wkrótce przeniósł swoją stolicę. Hetum został zmuszony do oddania Beheszni, Maraszu i Tel Hamdun Turkom. W 1293 roku abdykował, oddając władzę w ręce brata, Torosa III.

### Współpraca z Mongołami
W 1299 roku Hetum ponownie objął władzę i ponownie musiał zmierzyć się z najazdami mameluków. Bezradny wobec potęgi nieprzyjaciela poprosił o interwencję ilchana Gazana o pomoc. W odpowiedzi na błagania Ormian siły mogolskie wtargnęły do Syrii, a ilchan wezwał także łacinników z Cypru do wspólnego ataku na mameluków. Mongołowie zdobyli Aleppo, gdzie dołączyli do nich Ormianie z Hetumem na czele. W skład sił cylicyjskich wchodzili także templariusze i szpitalnicy, którzy będą brali udział w tej kampanii do samego końca. Połączone siły sojuszników pokonały mameluków w bitwie pod Wadi al-Chazindar 23 grudnia 1299 roku. Po zwycięstwie większość sił mongolskich wycofała się z Syrii, a pod ich nieobecność pokonani mamelucy przegrupowali się i wzmocnili. W maju 1300 roku wojska mameluckie ponownie wkroczyły do Syrii.
W 1303 roku Mongołowie ponownie podjęli próbę podbicia Syrii. Ilchanat wysłał tu olbrzymią (prawdopodobnie liczącą około 80 000 żołnierzy) armię, wspomaganą jeszcze przez Ormian. Wojska te zostały jednak rozbite w bitwie pod Homs 30 marca i pod Mardż al-Saffar 21 kwietnia. Była to ostatnia poważna próba podporządkowania sobie Syrii przez ilchanów. Śmierć Gazana w 1304 roku położyła kres tym nadziejom.
Hetum II ponownie abdykował, tym razem na rzecz Leona III. Mimo iż przywdział franciszkański habit, to nadal pomagał swemu szesnastoletniemu bratankowi w rządzeniu krajem. Miał na przykład duży wkład w zwycięstwo nad mamelukami pod Bagrasem. W 1307 roku towarzyszył Leonowi III w spotkaniu z mongolskim dostojnikiem o imieniu Bulargu, który obozował w okolicach Anazarby. Bulargu, który wcześniej potajemnie przeszedł na islam, zamordował obydwu królów oraz ich towarzyszy. Oszin, brat Hetuma, zebrał wojska i natychmiast pomaszerował pod Anazarbę, zmuszając Bulagru do ucieczki. Mongoł został ukarany za swą zbrodnię przez chana Oldżajtu śmiercią. Oszin został ukoronowany na nowego władcę Cylicji.
Hetumidzi rządzili stale zagrożoną i wyniszczoną walkami Cylicją aż do 1341 roku, kiedy to Leon IV został zamordowany w czasie zamieszek. Bliskie kontakty zamordowanego z dynastią Lusignan, rządzącą Cyprem, doprowadziły do przejęcia władzy w Cylicji przez ten ród.

## Agonia Cylicji

### Rządy Lusignanów
Tradycja dobrych wzajemnych stosunków między Ormianami z Cylicji a Lusignanami sięgała końcówki XII wieku, kiedy to rodzina ta zdobyła dla siebie władzę na Cyprze. Być może gdyby nie obecność łacinników Ormianie sami podporządkowali by sobie Cypr, stanowiący ważny element w handlu, który starali się kontrolować. W 1342 roku kuzyn Leona, Guy de Lusignan, został koronowany na króla Cylicji jako Konstantyn II. Zarówno Guy, jak i jego brat Jan, byli uważani za skrajnych zwolenników łacińskich porządków w Outremer i całkowitej dominacji kościoła katolickiego. Jako władcy Cylicji, Lusignanowie starali się forsować obrządek rzymski i wprowadzać tu zachodnie prawa i zwyczaje. Polityka ta była raczej ciepło przyjmowana przez miejscowych możnych, ale nie przez niższe warstwy społeczeństwa, których opór mógł doprowadzić do ludowego powstania.
Między 1343 a 1344 rokiem, kiedy to Ormianie przyzwyczajali się do łacińskich porządków w państwie i kościele, Cylicja ponownie została najechana przez mameluków, którzy dążyli ciągle do ekspansji terytorialnej kosztem słabszego sąsiada. Ormianie wielokrotnie zwracali się wcześniej o pomoc zbrojną i finansową do chrześcijańskich królestw Europy i namawiali do podjęcia nowych krucjat. Prośby te nie przyniosły jednak większego skutku. W 1374 roku mamelukom udało się zdobyć Sis i Gaban, gdzie schronił się król Leon V wraz z rodziną. Wydarzenia te oznaczały koniec królestwa. Leon V został wprawdzie uwolniony, ale pozbawiony jakichkolwiek posiadłości udał się do Francji, gdzie zmarł w 1393 roku w Paryżu. Trzy lata później prawa do tytułów Leona V zostały scedowane na Jakuba I, króla Cypru. Od tej pory tytuł króla ormiańskiej Cylicji był noszony przez władców wyspy wraz z tytułem króla Jerozolimy. Tytuł przetrwał do dzisiaj, a prawo do niego mają przedstawiciele Domu Sabaudzkiego.

### Dalsze losy cylicyjskich Ormian
Mimo podboju niemal całej Cylicji przez mameluków nie pozostała ona zbyt długo w ich rękach. Duża część regionu znalazła się pod władzą koczowniczych plemion tureckich, które się tu osiedlały. Inne tereny znajdowały się w mniejszej lub większej zależności od mameluków, były też takie, których z racji na przykład położenia nigdy nie udało się do końca podporządkować. Z racji braku stabilnej sytuacji około 30 000 Ormian, przede wszystkim możnych, wyemigrowało na Cypr. Wiele rodzin kupieckich przeniosło się do Francji, Włoch, Niderlandów, Polski i Hiszpanii. Na miejscu pozostali w zasadzie tylko przedstawiciele niższych warstw, tym niemniej nadal stanowili oni największą grupę etniczną w regionie.
W XV wieku Cylicja znalazła się pod panowanie Osmanów, którzy ustanowili na jej terenie wilajet ze stolicą w Adanie. Nadal zachowywała swój ormiański charakter i była ważnym centrum kulturowym tureckich Ormian. Kres istnieniu licznej ormiańskiej wspólnoty w Cylicji położyły dopiero masakry dokonywane przez Turków podczas i po I wojnie światowej. Potomkowie cylicyjskich Ormian żyją do dziś, rozsiani po całym świecie. Stolica cylicyjskiego patriarchatu znajduje się obecnie w Antiljas w Libanie. Lew, herb królów z dynastii Rubenidów i Hetumidów, jest jednym z symboli współczesnej Armenii i znajduje się w herbie tego państwa.

## Społeczeństwo

### Kultura
W skład społeczeństwa ormiańskiej Cylicji wchodzili Ormianie, z których rekrutowała się klasa rządząca, Grecy, Żydzi, Muzułmanie, łacinnicy z różnych krajów Europy i syryjscy chrześcijanie. Wieloetniczne społeczeństwo Cylicji w połączeniu z mocnymi politycznymi i gospodarczymi, a co za tym idzie, kulturowymi więzami z Europą wywarło olbrzymi wpływ na ormiańską kulturę. Cylicyjska arystokracja przyjęła wiele zachodnich zwyczajów takich jak na przykład zamiłowanie do koni, zachodnią modę czy używanie zachodnich imion. Struktura społeczna Cylicji przypominała bardziej zachodni, feudalny model niż tradycyjny ormiański system z nakhararami. Wydaje się, że zachodnie tytuły i funkcje w zasadzie wyparły rdzenne, ormiańskie. Widać to na przykładzie wspomnianych nakhararów, jak i sparapetów. Ormiańska szlachta podziwiała również europejską kulturę rycerską i chętnie ją naśladowała, czego wyrazem były na przykład turnieje i pojedynki. W wyniku kontaktów z łacinnikami w ormiańskim alfabecie powstały dwie nowe litery (Ֆ ֆ = „f” i Օ օ = „o”) oraz duża liczba nowych słów, zapożyczona z zachodnich języków.
W innych dziedzinach życia widać jednak przywiązanie Ormian do swoich tradycji. Szczególnie uwidaczniało się to w przywiązaniu do Apostolskiego Kościoła Ormiańskiego, przyjmujący obrządek rzymski lub grecki nie mógł liczyć na poklask u rodaków. Poza tym wpływ kulturowy nie był wcale jednostronny. Łacinnicy zaadaptowali przede wszystkim ormiańskie osiągnięcia na polu architektury. Europejczycy nauczyli się wiele od ormiańskich budowniczych fortyfikacji oraz kościołów. Ormianie budowali zamki przede wszystkim na wysokich skałach, otaczając je zakrzywionymi murami i okrągłymi wieżami. Wpływ ormiańskiej myśli obronnej widać na przykład w twierdzy szpitalników Krak des Chevaliers. Również w dziedzinie sztuki mieli cylicyjscy Ormianie osiągnięcia, zwłaszcza jeśli chodzi o zdobione manuskrypty, jak na przykład prace Torosa Roslina, który żył i tworzył w XIII-wiecznej Hromkli.

### Gospodarka
Przez wiele lat Cylicja była bardzo bogatym krajem, przede wszystkim dzięki korzystnemu położeniu na wschodnich wybrzeżach Morza Śródziemnego. Przez królestwo przechodziły liczne szlaki handlowe wiodące z Azji Środkowej i Zatoki Perskiej. Głównymi przedmiotami handlu były przyprawy, skóry, wełna, bawełna, drewno, zboże, wino, rodzynki i jedwab.
Cylicja stała się ważna w światowej wymianie w czasach panowania króla Leona, który zawarł liczne umowy handlowe z Pizańczykami, Genueńczykami, Wenecjanami, Francuzami i Katalończykami. W zamian za przywileje, takie jak na przykład zwolnienie z części podatków i opłat, kupcy europejscy tworzyli swoje manufaktury handlowe na terenie Cylicji. W miastach takich jak Ajas, Tars, Adana i Mamistra powstały całe dzielnice kupców łacińskich, z własnymi kościołami, sądami i targami. Uważa się, że podobnie jak francuski stał się językiem ormiańskiej arystokracji, tak włoski stał się językiem ormiańskich kupców. Głównym portem królestwa było miasto Ajas, które od czasów Leona było jednym z głównych punktów przeładunkowych w handlu między Wschodem a Zachodem. Handlowano tu przyprawami, jedwabiem, bawełną i wyrobami z metalu. Nie jest przypadkiem, że Marco Polo właśnie z Ajas wyruszył do Chin w 1271 roku.
W XIII wieku, w czasie panowania Torosa, Cylicja zaczęła emisję własnego pieniądza. Monety były wykonane ze złota lub srebra i znano je pod nazwami dram i tagworin. Mennice królewskie mieściły się w Sis i Tarsie. Na terenie królestwa używano jednak także włoskich dukatów, florenów i cekinów, a także greckich bizantów oraz arabskich dirhemów.

### Religia
Ormianie byli tradycyjnie członkami Apostolskiego Kościoła Ormiańskiego, a ich katolikos z czasem przeniósł swą siedzibę z właściwej Armenii do Cylicji. W 1058 osiadł w Sivas w Kapadocji, gdzie również wielu Ormian. Następnie przenosił się między cylicyjskimi miastami: Tawbloor od 1062 roku, Dzamendaw od 1066 roku, Dzowk od 1116 roku, a w 1149 osiadł w Hromkli. W czasach króla Leona I w Cylicji istniało 14 ormiańskich biskupstw, liczba ta z czasem wzrosła. Arcybiskupstwa znajdowały się w Tarsie, Sis, Anazarbie, Lambronie i w Mamistrze. Oprócz tego na terenie Cylicji istniało 16 wspólnot monastycznych, ale lokalizacja większości z nich pozostaje nieznana.
W 1198 roku katolikos Grzegorz VI, rezydujący w Sis, ogłosił powstanie unii między kościołem ormiańskim i katolickim. Unia ta jednak nigdy tak naprawdę nie doszła do skutku z powodu silnego przywiązania większości Ormian do własnego obrządku. Papiestwo wysyłało do Cylicji swoich księży, którzy mieli dbać o łączność z kościołem ormiańskim i propagować ryt łaciński, ale ich sukcesy były mocno ograniczone. Najaktywniej w Cylicji działał zakon franciszkanów. Słynny misjonarz katolicki, Jan z Montecorvino przebywał w 1288 roku na terenie Cylicji.
Wpływy katolicyzmu widać głównie na dworze, na przykład Hetum II wstąpił do zakonu franciszkanów po swojej abdykacji. Ormiański historyk, Nerses Balient był franciszkaninem i gorącym orędownikiem unii kościołów. Dla większości była ona jednak nie do przyjęcia z powodu dążenia papiestwa do prymatu. Wyraz frustracji dotyczących unii z Rzymem dał Skewratsi, ormiański delegat na synodzie w Akce, który odbył się w 1261 roku. Powiedział on tam:

Skąd kościół rzymski ma mieć prawo do osądzania innych Stolic Apostolskich, jeśli sam nie podlega ich sądom? My [Ormianie] mamy prawo do własnych sądów, kościół nasz pochodzi bowiem od Apostołów i nie możecie temu zaprzeczyć.

Patriarchat w Hromkli podupadł, gdy w 1293 roku mamelucy złupili to miasto. W związku z tym katolikos ponownie przeniósł swą stolicę do Sis. W 1441 roku, długo po upadku królestwa, Grzegorz IX ogłosił na soborze florenckim unię między kościołami, ale nie spotkała się ona z ciepłym przyjęciem wśród Ormian. Doszło do schizmy, a na czele przeciwnej frakcji stanął Kirakos Virapetsi, który ogłosił się katolikosem i na swą siedzibę obrał Eczmiadzyn. Nowa stolica szybko zmarginalizowała starą i duża część członków kościoła ormiańskiego zachowała swą niezależność od Rzymu.

## Władcy Cylicji

### Rubenidzi
- Ruben I (1080–1095)
- Konstantyn I (1095–1102)
- Toros I (1102–1129)
- Konstantyn II (1129)
- Leon I (1129–1140)
- Toros II (1140–1169)
- Ruben II (1169–1170)
- Mleh (1170–1175)
- Ruben III (1175–1187)
- Leon II (jako książę) lub Leon I (jako król) (1187–1219)
- Izabela I (1219–1252)

### Hetumidzi
- Hetum I (1226–1270)
- Leon II (1270–1289)
- Hetum II (1289–1293)
- Toros III (1293–1298)
- Hetum II (1294–1297)
- Sempad I (1297–1299)
- Konstantyn I (1299)
- Hetum II (1299–1301)
- Leon III (1301–1307)
- Oszin I (1307–1320)
- Leon IV (1320–1341)

### Lusignanowie
- Konstantyn II (1342–1344)
- Konstantyn III (1344–1362)
- Konstantyn IV (1362–1373)
- Leon V (1374–1393)